# Stanley-Cup-Playoffs 1981
Die Playoffs um den Stanley Cup des Jahres 1981 begannen am 8. April 1981 und endeten am 21. Mai 1981 mit dem 4:1-Erfolg der New York Islanders über die Minnesota North Stars. Die Islanders gewannen somit bei ihrer zweiten Finalteilnahme ihren zweiten Stanley Cup verteidigten zugleich ihren Titel aus dem Vorjahr. Ferner erzielten sie mit 97 Toren sowie durchschnittlich 5,39 Treffern pro Spiel neue Playoff-Bestwerte, die bis heute (Stand: Playoffs 2025) nur 1985 übertroffen wurden. Außerdem stellten sie in Mike Bossy den Topscorer und in Butch Goring den mit der Conn Smythe Trophy ausgezeichneten Most Valuable Player der post-season. Die unterlegenen Minnesota North Stars hingegen bestritten ihr erstes Stanley-Cup-Finale der Franchise-Geschichte.

## Modus
Die 16 für die Playoffs qualifizierten Teams wurden entsprechend ihrer Leistung in der regulären Saison (meiste Punkte; bei Gleichstand meiste Siege) gesetzt. In der ersten Runde traf die am höchsten gesetzte Mannschaft (1) auf die am niedrigsten gesetzte (16), dementsprechend die zweite auf die an Position 15 gesetzte usw. Nach diesem System wurden auch die Begegnungen der zweiten und dritten Runde bestimmt.
Die Serien der ersten Runde werden im Best-of-Five-, die Serien aller folgenden Runden im Best-of-Seven-Modus ausgespielt, das heißt, dass ein Team ab der zweiten Runde vier Siege zum Weiterkommen benötigt; in der ersten Runde drei. Das höher gesetzte Team hat dabei in den ersten beiden Spielen Heimrecht, die nächsten beiden das gegnerische Team. Sollte bis dahin kein Sieger aus der Runde hervorgegangen sein, wechselt das Heimrecht von Spiel zu Spiel. So hat die höher gesetzte Mannschaft in den Spielen 1, 2, 5 und 7, also vier der maximal sieben Spiele, einen Heimvorteil.
Bei Spielen, die nach der regulären Spielzeit von 60 Minuten unentschieden bleiben, folgt die Overtime. Sie endet durch das erste erzielte Tor (Sudden Death).

## Qualifizierte Teams
| - (1) New York Islanders - (2) St. Louis Blues - (3) Canadiens de Montréal - (4) Los Angeles Kings - (5) Buffalo Sabres - (6) Philadelphia Flyers - (7) Calgary Flames - (8) Boston Bruins | - (9) Minnesota North Stars - (10) Chicago Black Hawks - (11) Nordiques de Québec - (12) Vancouver Canucks - (13) New York Rangers - (14) Edmonton Oilers - (15) Pittsburgh Penguins - (16) Toronto Maple Leafs |

## Playoff-Baum
|  | Achtelfinale                                                          | Achtelfinale          | Achtelfinale          |   | Viertelfinale         | Viertelfinale | Viertelfinale |  | Halbfinale | Halbfinale | Halbfinale |  |  | Stanley-Cup-Finale | Stanley-Cup-Finale | Stanley-Cup-Finale |
|  |                                                                       |                       |                       |   |                       |               |               |  |            |            |            |  |  |                    |                    |                    |
|  | 1                                                                     | New York Islanders    | 3                     |   |                       |               |               |  |            |            |            |  |  |                    |                    |                    |
|  | 16                                                                    | Toronto Maple Leafs   | 0                     |   |                       |               |               |  |            |            |            |  |  |                    |                    |                    |
|  | 16                                                                    | Toronto Maple Leafs   | 0                     | 1 | New York Islanders    | 4             |               |  |            |            |            |  |  |                    |                    |                    |
|  |                                                                       |                       |                       | 1 | New York Islanders    | 4             |               |  |            |            |            |  |  |                    |                    |                    |
|  | 14                                                                    | Edmonton Oilers       | 2                     |   |                       |               |               |  |            |            |            |  |  |                    |                    |                    |
|  | 14                                                                    | Edmonton Oilers       | 2                     | 2 | St. Louis Blues       | 3             |               |  |            |            |            |  |  |                    |                    |                    |
|  |                                                                       |                       |                       | 2 | St. Louis Blues       | 3             |               |  |            |            |            |  |  |                    |                    |                    |
|  | 15                                                                    | Pittsburgh Penguins   | 2                     |   |                       |               |               |  |            |            |            |  |  |                    |                    |                    |
|  | 15                                                                    | Pittsburgh Penguins   | 2                     | 1 | New York Islanders    | 4             |               |  |            |            |            |  |  |                    |                    |                    |
|  |                                                                       |                       |                       |   |                       |               |               |  |            |            |            |  |  |                    |                    |                    |
|  | 13                                                                    | New York Rangers      | 0                     |   |                       |               |               |  |            |            |            |  |  |                    |                    |                    |
|  | 13                                                                    | New York Rangers      | 0                     | 3 | Canadiens de Montréal | 0             |               |  |            |            |            |  |  |                    |                    |                    |
|  |                                                                       |                       |                       | 3 | Canadiens de Montréal | 0             |               |  |            |            |            |  |  |                    |                    |                    |
|  | 14                                                                    | Edmonton Oilers       | 3                     |   |                       |               |               |  |            |            |            |  |  |                    |                    |                    |
|  | 14                                                                    | Edmonton Oilers       | 3                     | 2 | St. Louis Blues       | 2             |               |  |            |            |            |  |  |                    |                    |                    |
|  |                                                                       |                       |                       | 2 | St. Louis Blues       | 2             |               |  |            |            |            |  |  |                    |                    |                    |
|  | 13                                                                    | New York Rangers      | 4                     |   |                       |               |               |  |            |            |            |  |  |                    |                    |                    |
|  | 13                                                                    | New York Rangers      | 4                     | 4 | Los Angeles Kings     | 1             |               |  |            |            |            |  |  |                    |                    |                    |
|  |                                                                       |                       |                       | 4 | Los Angeles Kings     | 1             |               |  |            |            |            |  |  |                    |                    |                    |
|  | 13                                                                    | New York Rangers      | 3                     |   |                       |               |               |  |            |            |            |  |  |                    |                    |                    |
|  | 13                                                                    | New York Rangers      | 3                     | 1 | New York Islanders    | 4             |               |  |            |            |            |  |  |                    |                    |                    |
|  | (Die Teams wurden nach der ersten und der zweiten Runde neu gesetzt.) |                       |                       | 1 | New York Islanders    | 4             |               |  |            |            |            |  |  |                    |                    |                    |
|  |                                                                       | 9                     | Minnesota North Stars | 1 |                       |               |               |  |            |            |            |  |  |                    |                    |                    |
|  | 5                                                                     | 9                     | Minnesota North Stars | 1 | Buffalo Sabres        | 3             |               |  |            |            |            |  |  |                    |                    |                    |
|  | 5                                                                     |                       |                       |   | Buffalo Sabres        | 3             |               |  |            |            |            |  |  |                    |                    |                    |
|  | 12                                                                    | Vancouver Canucks     | 0                     |   |                       |               |               |  |            |            |            |  |  |                    |                    |                    |
|  | 12                                                                    | Vancouver Canucks     | 0                     | 5 | Buffalo Sabres        | 1             |               |  |            |            |            |  |  |                    |                    |                    |
|  |                                                                       |                       |                       | 5 | Buffalo Sabres        | 1             |               |  |            |            |            |  |  |                    |                    |                    |
|  | 9                                                                     | Minnesota North Stars | 4                     |   |                       |               |               |  |            |            |            |  |  |                    |                    |                    |
|  | 9                                                                     | Minnesota North Stars | 4                     | 6 | Philadelphia Flyers   | 3             |               |  |            |            |            |  |  |                    |                    |                    |
|  |                                                                       |                       |                       | 6 | Philadelphia Flyers   | 3             |               |  |            |            |            |  |  |                    |                    |                    |
|  | 11                                                                    | Nordiques de Québec   | 2                     |   |                       |               |               |  |            |            |            |  |  |                    |                    |                    |
|  | 11                                                                    | Nordiques de Québec   | 2                     | 7 | Calgary Flames        | 2             |               |  |            |            |            |  |  |                    |                    |                    |
|  |                                                                       |                       |                       |   |                       |               |               |  |            |            |            |  |  |                    |                    |                    |
|  | 9                                                                     | Minnesota North Stars | 4                     |   |                       |               |               |  |            |            |            |  |  |                    |                    |                    |
|  | 9                                                                     | Minnesota North Stars | 4                     | 7 | Calgary Flames        | 3             |               |  |            |            |            |  |  |                    |                    |                    |
|  |                                                                       |                       |                       | 7 | Calgary Flames        | 3             |               |  |            |            |            |  |  |                    |                    |                    |
|  | 10                                                                    | Chicago Black Hawks   | 0                     |   |                       |               |               |  |            |            |            |  |  |                    |                    |                    |
|  | 10                                                                    | Chicago Black Hawks   | 0                     | 6 | Philadelphia Flyers   | 3             |               |  |            |            |            |  |  |                    |                    |                    |
|  |                                                                       |                       |                       | 6 | Philadelphia Flyers   | 3             |               |  |            |            |            |  |  |                    |                    |                    |
|  | 7                                                                     | Calgary Flames        | 4                     |   |                       |               |               |  |            |            |            |  |  |                    |                    |                    |
|  | 7                                                                     | Calgary Flames        | 4                     | 8 | Boston Bruins         | 0             |               |  |            |            |            |  |  |                    |                    |                    |
|  |                                                                       |                       |                       | 8 | Boston Bruins         | 0             |               |  |            |            |            |  |  |                    |                    |                    |
|  | 9                                                                     | Minnesota North Stars | 3                     |   |                       |               |               |  |            |            |            |  |  |                    |                    |                    |

## Achtelfinale

### (1) New York Islanders – (16) Toronto Maple Leafs
| 8. April 1981 | New York Islanders Billy Carroll (5:27) Clark Gillies (11:26) Mike Bossy (27:34) Bryan Trottier (28:30) Bryan Trottier (30:17) Bob Lorimer (39:06) Mike Bossy (42:25) Bob Bourne (47:25) Bob Bourne (51:30) | 9:2 (2:0, 4:1, 3:1) Spielbericht Stand: 1:0 | Toronto Maple Leafs Bill Derlago (21:39) Ian Turnbull (57:00) | Nassau Veterans Memorial Coliseum, Uniondale, New York Zuschauer: 15.008 |

| 9. April 1981 | New York Islanders Mike Bossy (27:39) Bryan Trottier (28:18) Bryan Trottier (39:16) Mike McEwen (49:27) Bryan Trottier (53:40) | 5:1 (0:0, 3:0, 2:1) Spielbericht Stand: 2:0 | Toronto Maple Leafs Bruce Boudreau (46:06) | Nassau Veterans Memorial Coliseum, Uniondale, New York Zuschauer: 15.009 |

| 11. April 1981 | Toronto Maple Leafs Rick Vaive (33:53) | 1:6 (0:5, 1:1, 0:0) Spielbericht Stand: 0:3 | New York Islanders Wayne Merrick (8:58) Mike Bossy (12:05) Hector Marini (14:03) Mike McEwen (17:40) Clark Gillies (19:35) Bryan Trottier (33:34) | Maple Leaf Gardens, Toronto, Ontario Zuschauer: 16.485 |

### (2) St. Louis Blues – (15) Pittsburgh Penguins
| 8. April 1981 | St. Louis Blues Mike Zuke (4:48) Tony Currie (15:58) Jörgen Pettersson (34:44) Mike Crombeen (59:59) | 4:2 (2:1, 1:1, 1:0) Spielbericht Stand: 1:0 | Pittsburgh Penguins Greg Malone (0:15) Rod Schutt (33:21) | The Checkerdome, St. Louis, Missouri Zuschauer: 16.053 |

| 9. April 1981 | St. Louis Blues Joe Micheletti (2:35) Tony Currie (23:11) Blair Chapman (50:49) Bernie Federko (56:04) | 4:6 (1:0, 1:4, 2:2) Spielbericht Stand: 1:1 | Pittsburgh Penguins Randy Carlyle (22:03) Gregg Sheppard (24:58) Mario Faubert (26:59) George Ferguson (31:13) Rod Schutt (40:35) Randy Carlyle (43:06) | The Checkerdome, St. Louis, Missouri Zuschauer: 17.033 |

| 11. April 1981 | Pittsburgh Penguins Rod Schutt (7:04) Mike Bullard (28:57) Mark Johnson (30:31) Gregg Sheppard (45:08) | 4:5 (1:1, 2:3, 1:1) Spielbericht Stand: 1:2 | St. Louis Blues Brian Sutter (11:51) Ralph Klassen (26:36) Wayne Babych (29:58) Bernie Federko (34:38) Bernie Federko (55:54) | Civic Arena, Pittsburgh, Pennsylvania Zuschauer: 14.646 |

| 12. April 1981 | Pittsburgh Penguins Mike Bullard (14:52) Mark Johnson (27:45) Randy Carlyle (31:49) Mike Bullard (40:44) Randy Carlyle (49:21) Pat Price (54:02) | 6:3 (1:2, 2:1, 3:0) Spielbericht Stand: 2:2 | St. Louis Blues Ralph Klassen (5:53) Mike Zuke (7:10) Mike Zuke (33:55) | Civic Arena, Pittsburgh, Pennsylvania Zuschauer: 12.042 |

| 14. April 1981 | St. Louis Blues Brian Sutter (31:17) Bernie Federko (36:06) Rick Lapointe (43:34) Mike Crombeen (85:16) | 4:3 n. V. (0:1, 2:1, 1:1, 0:0, 1:0) Spielbericht Stand: 3:2 | Pittsburgh Penguins Paul Gardner (7:48) George Ferguson (35:06) Greg Malone (50:36) | The Checkerdome, St. Louis, Missouri Zuschauer: 18.150 |

### (3) Canadiens de Montréal – (14) Edmonton Oilers
| 8. April 1981 | Canadiens de Montréal Steve Shutt (11:15) Doug Risebrough (47:39) Réjean Houle (56:55) | 3:6 (1:3, 0:0, 2:3) Spielbericht Stand: 0:1 | Edmonton Oilers Glenn Anderson (6:41) Jari Kurri (11:42) Jari Kurri (17:36) Brett Callighen (41:14) Paul Coffey (53:38) Brett Callighen (59:21) | Forum de Montréal, Montréal, Québec Zuschauer: 15.792 |

| 9. April 1981 | Canadiens de Montréal Gaston Gingras (20:32) | 1:3 (0:1, 1:1, 0:1) Spielbericht Stand: 0:2 | Edmonton Oilers Paul Coffey (5:24) Risto Siltanen (24:43) Jari Kurri (54:27) | Forum de Montréal, Montréal, Québec Zuschauer: 15.527 |

| 11. April 1981 | Edmonton Oilers Matti Hagman (6:09) Paul Coffey (15:54) Wayne Gretzky (28:15) Wayne Gretzky (38:56) Dave Lumley (59:23) Wayne Gretzky (59:53) | 6:2 (2:0, 2:2, 2:0) Spielbericht Stand: 3:0 | Canadiens de Montréal Brian Engblom (28:49) Steve Shutt (35:33) | Northlands Coliseum, Edmonton, Alberta Zuschauer: 17.490 |

### (4) Los Angeles Kings – (13) New York Rangers
| 8. April 1981 | Los Angeles Kings Billy Harris (52:31) | 1:3 (0:1, 0:1, 1:1) Spielbericht Stand: 0:1 | New York Rangers Anders Hedberg (9:04) Ulf Nilsson (21:25) Ron Duguay (59:53) | The Forum, Inglewood, Kalifornien Zuschauer: 12.305 |

| 9. April 1981 | Los Angeles Kings Larry Murphy (8:22) Marcel Dionne (8:48) Dave Taylor (35:04) Billy Harris (42:34) Dean Hopkins (57:16) | 5:4 (2:1, 1:1, 2:2) Spielbericht Stand: 1:1 | New York Rangers Ed Hospodar (0:27) Ron Duguay (36:44) Anders Hedberg (47:01) Ulf Nilsson (51:17) | The Forum, Inglewood, Kalifornien Zuschauer: 12.645 |

| 11. April 1981 | New York Rangers Don Maloney (1:51) Barry Beck (8:28) Ron Greschner (14:29) Ed Johnstone (19:44) Ron Duguay (27:34) Ed Johnstone (32:25) Dean Talafous (33:40) Ulf Nilsson (36:44) Mike Allison (42:51) Ulf Nilsson (47:38) | 10:3 (4:2, 4:0, 2:1) Spielbericht Stand: 2:1 | Los Angeles Kings Mark Hardy (1:13) Dave Taylor (2:48) Larry Murphy (58:59) | Madison Square Garden, New York City, New York Zuschauer: 17.388 |

| 12. April 1981 | New York Rangers Ron Duguay (0:46) Lance Nethery (5:53) Ulf Nilsson (28:22) Tom Laidlaw (46:44) Anders Hedberg (52:11) Ron Duguay (55:08) | 6:3 (2:2, 1:1, 3:0) Spielbericht Stand: 3:1 | Los Angeles Kings Greg Terrion (1:47) Dan Bonar (13:26) Larry Murphy (34:30) | Madison Square Garden, New York City, New York Zuschauer: 17.387 |

### (5) Buffalo Sabres – (12) Vancouver Canucks
| 8. April 1981 | Buffalo Sabres Ric Seiling (20:14) André Savard (59:52) Alan Haworth (65:00) | 3:2 n. V. (0:1, 1:1, 1:0, 1:0) Spielbericht Stand: 1:0 | Vancouver Canucks Darcy Rota (12:31) Curt Fraser (24:51) | Buffalo Memorial Auditorium, Buffalo, New York Zuschauer: 11.854 |

| 9. April 1981 | Buffalo Sabres Alan Haworth (5:02) André Savard (9:09) Danny Gare (19:41) André Savard (24:05) Lindy Ruff (35:52) | 5:2 (3:1, 2:0, 0:1) Spielbericht Stand: 2:0 | Vancouver Canucks Jerry Butler (7:40) Stan Smyl (41:59) | Buffalo Memorial Auditorium, Buffalo, New York Zuschauer: 12.665 |

| 11. April 1981 | Vancouver Canucks Darcy Rota (13:57) Thomas Gradin (41:13) Ivan Boldirev (53:08) | 3:5 (1:3, 0:1, 2:1) Spielbericht Stand: 0:3 | Buffalo Sabres Danny Gare (11:10) Tony McKegney (14:37) Danny Gare (17:12) Lindy Ruff (30:25) Tony McKegney (55:42) | Pacific Coliseum, Vancouver, British Columbia Zuschauer: 12.417 |

### (6) Philadelphia Flyers – (11) Nordiques de Québec
| 8. April 1981 | Philadelphia Flyers Bill Barber (6:45) Brian Propp (9:09) Brian Propp (16:00) Paul Holmgren (41:41) Al Hill (49:59) Bill Barber (59:19) | 6:4 (3:1, 0:2, 3:1) Spielbericht Stand: 1:0 | Nordiques de Québec Anton Šťastný (14:08) Michel Goulet (21:28) Dale Hunter (24:34) Anton Šťastný (57:55) | The Spectrum, Philadelphia, Pennsylvania Zuschauer: 17.077 |

| 9. April 1981 | Philadelphia Flyers Bill Barber (2:07) Mel Bridgman (14:56) Bill Barber (18:31) Bill Barber (25:55) Tom Gorence (29:47) Ken Linseman (43:25) Mel Bridgman (55:21) Bobby Clarke (58:46) | 8:5 (3:1, 2:2, 3:2) Spielbericht Stand: 2:0 | Nordiques de Québec Peter Šťastný (16:50) Anton Šťastný (22:31) Jacques Richard (39:29) Dale Hunter (50:36) Marc Tardif (53:25) | The Spectrum, Philadelphia, Pennsylvania Zuschauer: 17.077 |

| 11. April 1981 | Nordiques de Québec Michel Goulet (49:48) Peter Šťastný (57:26) | 2:0 (0:0, 0:0, 2:0) Spielbericht Stand: 1:2 | Philadelphia Flyers | Colisée de Québec, Québec City, Québec Zuschauer: 15.081 |

| 12. April 1981 | Nordiques de Québec Robbie Ftorek (6:13) Dale Hunter (55:35) Jacques Richard (57:08) Dale Hunter (60:37) | 4:3 n. V. (1:3, 0:0, 2:0, 1:0) Spielbericht Stand: 2:2 | Philadelphia Flyers Terry Murray (0:07) Behn Wilson (7:39) Tom Gorence (13:34) | Colisée de Québec, Québec City, Québec Zuschauer: 15.130 |

| 14. April 1981 | Philadelphia Flyers Rick MacLeish (17:16) Al Hill (30:05) Ken Linseman (40:18) Paul Holmgren (42:38) Brian Propp (45:07) | 5:2 (1:1, 1:0, 3:1) Spielbericht Stand: 3:2 | Nordiques de Québec Michel Goulet (18:04) Anton Šťastný (46:16) | The Spectrum, Philadelphia, Pennsylvania Zuschauer: 17.077 |

### (7) Calgary Flames – (10) Chicago Black Hawks
| 8. April 1981 | Calgary Flames Bob MacMillan (21:14) Phil Russell (39:29) Kent Nilsson (47:34) Dan Labraaten (48:20) | 4:3 (0:0, 2:2, 2:1) Spielbericht Stand: 1:0 | Chicago Black Hawks Darryl Sutter (37:54) Al Secord (38:03) Darryl Sutter (48:40) | Stampede Corral, Calgary, Alberta Zuschauer: 7.226 |

| 9. April 1981 | Calgary Flames Bob MacMillan (8:38) Bob MacMillan (36:15) Willi Plett (37:12) Kent Nilsson (44:47) Guy Chouinard (45:22) Bill Clement (48:37) | 6:2 (1:0, 2:1, 3:1) Spielbericht Stand: 2:0 | Chicago Black Hawks Al Secord (26:53) Peter Marsh (43:57) | Stampede Corral, Calgary, Alberta Zuschauer: 7.226 |

| 11. April 1981 | Chicago Black Hawks Rick Paterson (2:55) Al Secord (9:56) Al Secord (57:12) Darryl Sutter (59:17) | 4:5 n. V. (2:2, 0:2, 2:0, 0:0, 0:1) Spielbericht Stand: 0:3 | Calgary Flames Willi Plett (3:19) Ken Houston (17:34) Bob MacMillan (30:32) Don Lever (31:20) Willi Plett (95:17) | Chicago Stadium, Chicago, Illinois Zuschauer: 12.482 |

### (8) Boston Bruins – (9) Minnesota North Stars
| 8. April 1981 | Boston Bruins Don Marcotte (12:54) Dwight Foster (22:29) Peter McNab (27:20) Peter McNab (47:14) | 4:5 n. V. (1:2, 2:0, 1:2, 0:1) Spielbericht Stand: 0:1 | Minnesota North Stars Steve Payne (5:32) Dino Ciccarelli (19:28) Steve Payne (40:37) Jack Carlson (51:55) Steve Payne (63:34) | Boston Garden, Boston, Massachusetts Zuschauer: 8.539 |

| 9. April 1981 | Boston Bruins Brad Park (0:56) Terry O’Reilly (19:29) Peter McNab (20:41) Don Marcotte (40:29) Keith Crowder (47:07) Keith Crowder (48:05) | 6:9 (2:3, 1:3, 3:3) Spielbericht Stand: 0:2 | Minnesota North Stars Bobby Smith (1:15) Steve Payne (7:00) Al MacAdam (9:32) Brad Maxwell (22:49) Steve Payne (30:15) Al MacAdam (39:38) Dino Ciccarelli (42:47) Kevin Maxwell (43:17) Tim Young (54:25) | Boston Garden, Boston, Massachusetts Zuschauer: 9.069 |

| 11. April 1981 | Minnesota North Stars Brad Palmer (3:36) Al MacAdam (4:57) Dino Ciccarelli (12:00) Steve Payne (18:33) Greg Smith (38:05) Steve Payne (58:34) | 6:3 (4:1, 1:0, 1:2) Spielbericht Stand: 3:0 | Boston Bruins Mike O’Connell (19:47) Bobby Lalonde (51:10) Bobby Lalonde (55:42) | Metropolitan Sports Center, Bloomington, Minnesota Zuschauer: 15.784 |

## Viertelfinale

### (1) New York Islanders – (14) Edmonton Oilers
| 16. April 1981 | New York Islanders Bob Nystrom (3:14) Butch Goring (19:15) John Tonelli (22:46) Hector Marini (23:33) Denis Potvin (24:30) Clark Gillies (34:17) Clark Gillies (47:15) Denis Potvin (50:50) | 8:2 (2:0, 4:1, 2:1) Spielbericht Stand: 1:0 | Edmonton Oilers Wayne Gretzky (28:06) Matti Hagman (52:27) | Nassau Veterans Memorial Coliseum, Uniondale, New York Zuschauer: 15.008 |

| 16. April 1981 | New York Islanders Denis Potvin (22:26) Butch Goring (24:47) Denis Potvin (29:44) Denis Potvin (43:47) Mike Bossy (47:59) Bryan Trottier (57:41) | 6:3 (0:1, 3:2, 3:0) Spielbericht Stand: 2:0 | Edmonton Oilers Glenn Anderson (6:11) Risto Siltanen (26:05) Glenn Anderson (32:23) | Nassau Veterans Memorial Coliseum, Uniondale, New York Zuschauer: 15.008 |

| 19. April 1981 | Edmonton Oilers Wayne Gretzky (22:16) Wayne Gretzky (36:44) Matti Hagman (43:24) Wayne Gretzky (46:59) Jari Kurri (56:25) | 5:2 (0:0, 2:1, 3:1) Spielbericht Stand: 1:2 | New York Islanders Mike Bossy (32:30) Clark Gillies (50:33) | Northlands Coliseum, Edmonton, Alberta Zuschauer: 17.490 |

| 20. April 1981 | Edmonton Oilers Paul Coffey (3:02) Jari Kurri (5:19) Mark Messier (30:46) Brett Callighen (47:00) | 4:5 n. V. (2:2, 1:2, 1:0, 0:1) Spielbericht Stand: 1:3 | New York Islanders Denis Potvin (7:57) Bob Nystrom (16:11) Bryan Trottier (28:59) John Tonelli (33:52) Ken Morrow (65:41) | Northlands Coliseum, Edmonton, Alberta Zuschauer: 17.490 |

| 22. April 1981 | New York Islanders Bryan Trottier (12:56) Mike Bossy (16:31) Mike Bossy (58:25) | 3:4 (2:2, 0:1, 1:1) Spielbericht Stand: 3:2 | Edmonton Oilers Doug Hicks (6:00) Glenn Anderson (18:51) Brett Callighen (38:44) Matti Hagman (55:19) | Nassau Veterans Memorial Coliseum, Uniondale, New York Zuschauer: 15.008 |

| 24. April 1981 | Edmonton Oilers Glenn Anderson (20:39) Mark Messier (45:31) | 2:5 (0:1, 1:2, 1:2) Spielbericht Stand: 2:4 | New York Islanders Hector Marini (4:54) Anders Kallur (33:12) Bob Nystrom (35:45) Duane Sutter (49:16) Mike McEwen (52:38) | Northlands Coliseum, Edmonton, Alberta Zuschauer: 17.490 |

### (2) St. Louis Blues – (13) New York Rangers
| 16. April 1981 | St. Louis Blues Bernie Federko (11:15) Brian Sutter (14:55) Blair Chapman (17:39) Mike Crombeen (28:56) Bernie Federko (36:42) Mike Zuke (39:42) | 6:3 (3:1, 3:1, 0:1) Spielbericht Stand: 1:0 | New York Rangers Lance Nethery (7:25) Lance Nethery (21:34) Jere Gillis (45:39) | The Checkerdome, St. Louis, Missouri Zuschauer: 17.550 |

| 17. April 1981 | St. Louis Blues Jörgen Pettersson (1:22) Larry Patey (2:16) Brian Sutter (18:06) Brian Sutter (55:04) | 4:6 (3:1, 0:1, 1:4) Spielbericht Stand: 1:1 | New York Rangers Barry Beck (3:07) Dean Talafous (36:24) Jere Gillis (47:30) Anders Hedberg (48:29) Mike Allison (50:16) Ron Duguay (59:13) | The Checkerdome, St. Louis, Missouri Zuschauer: 18.437 |

| 19. April 1981 | New York Rangers Ron Greschner (0:40) Ulf Nilsson (25:13) Barry Beck (26:41) Mike Allison (33:49) Steve Vickers (37:56) Lance Nethery (42:23) | 6:3 (1:1, 4:1, 1:1) Spielbericht Stand: 2:1 | St. Louis Blues Wayne Babych (2:47) Bill Stewart (35:35) Tony Currie (40:24) | Madison Square Garden, New York City, New York Zuschauer: 17.387 |

| 20. April 1981 | New York Rangers Anders Hedberg (6:14) Ron Duguay (18:37) Steve Vickers (29:01) Steve Vickers (43:24) | 4:1 (2:1, 1:0, 1:0) Spielbericht Stand: 3:1 | St. Louis Blues Tony Currie (7:40) | Madison Square Garden, New York City, New York Zuschauer: 17.389 |

| 22. April 1981 | St. Louis Blues Brian Sutter (14:17) Larry Patey (28:25) Jörgen Pettersson (34:55) Jörgen Pettersson (46:09) | 4:3 (1:2, 2:1, 1:0) Spielbericht Stand: 2:3 | New York Rangers Ron Greschner (6:35) Ulf Nilsson (10:06) Carol Vadnais (22:54) | The Checkerdome, St. Louis, Missouri Zuschauer: 18.066 |

| 24. April 1981 | New York Rangers Steve Vickers (3:27) Anders Hedberg (5:49) Ron Duguay (16:10) Barry Beck (21:59) Lance Nethery (37:03) Peter Wallin (44:31) Ulf Nilsson (54:54) | 7:4 (3:0, 2:3, 2:1) Spielbericht Stand: 4:2 | St. Louis Blues Bernie Federko (22:16) Rick Lapointe (23:14) Bernie Federko (24:06) Ed Kea (46:00) | Madison Square Garden, New York City, New York Zuschauer: 17.384 |

### (5) Buffalo Sabres – (9) Minnesota North Stars
| 16. April 1981 | Buffalo Sabres André Savard (25:13) Lindy Ruff (31:28) Craig Ramsay (54:46) | 3:4 n. V. (0:1, 2:0, 1:2, 0:1) Spielbericht Stand: 0:1 | Minnesota North Stars Brad Palmer (9:40) Al MacAdam (41:46) Steve Payne (51:58) Steve Payne (60:22) | Buffalo Memorial Auditorium, Buffalo, New York Zuschauer: 15.320 |

| 17. April 1981 | Buffalo Sabres Tony McKegney (9:17) Tony McKegney (42:01) | 2:5 (1:0, 0:2, 1:3) Spielbericht Stand: 0:2 | Minnesota North Stars Steve Christoff (34:47) Steve Christoff (38:17) Dino Ciccarelli (44:01) Bobby Smith (49:59) Dino Ciccarelli (59:35) | Buffalo Memorial Auditorium, Buffalo, New York Zuschauer: 14.751 |

| 19. April 1981 | Minnesota North Stars Dino Ciccarelli (6:41) Brad Palmer (12:17) Al MacAdam (13:14) Kevin Maxwell (48:46) Neal Broten (49:09) Tim Young (59:22) | 6:4 (3:1, 0:2, 3:1) Spielbericht Stand: 3:0 | Buffalo Sabres Alan Haworth (18:10) Gilbert Perreault (31:13) Ric Seiling (19:40) Derek Smith (58:16) | Metropolitan Sports Center, Bloomington, Minnesota Zuschauer: 15.784 |

| 20. April 1981 | Minnesota North Stars Dino Ciccarelli (27:29) Steve Christoff (30:16) Steve Payne (39:46) Bobby Smith (58:54) | 4:5 n. V. (0:1, 3:2, 1:1, 0:1) Spielbericht Stand: 3:1 | Buffalo Sabres Jean-François Sauvé (9:39) Gilbert Perreault (22:04) Alan Haworth (26:35) John Van Boxmeer (44:58) Craig Ramsay (76:32) | Metropolitan Sports Center, Bloomington, Minnesota Zuschauer: 15.784 |

| 22. April 1981 | Buffalo Sabres Jean-François Sauvé (5:06) Bob Hess (42:03) Tony McKegney (58:18) | 3:4 (1:1, 0:2, 2:1) Spielbericht Stand: 1:4 | Minnesota North Stars Ken Solheim (15:36) Kent-Erik Andersson (35:14) Brad Maxwell (38:01) Al MacAdam (40:18) | Buffalo Memorial Auditorium, Buffalo, New York Zuschauer: 15.796 |

### (6) Philadelphia Flyers – (7) Calgary Flames
| 16. April 1981 | Philadelphia Flyers Paul Holmgren (3:30) Bill Barber (8:41) Paul Holmgren (30:44) Terry Murray (39:26) | 4:0 (2:0, 2:0, 0:0) Spielbericht Stand: 1:0 | Calgary Flames | The Spectrum, Philadelphia, Pennsylvania Zuschauer: 17.077 |

| 17. April 1981 | Philadelphia Flyers Bill Barber (5:49) Rick MacLeish (16:16) Behn Wilson (53:37) Tom Gorence (57:08) | 4:5 (2:2, 0:3, 2:0) Spielbericht Stand: 1:1 | Calgary Flames Paul Reinhart (12:34) Kent Nilsson (18:02) Ken Houston (25:58) Willi Plett (30:45) Jamie Hislop (37:08) | The Spectrum, Philadelphia, Pennsylvania Zuschauer: 17.077 |

| 19. April 1981 | Calgary Flames Don Lever (5:25) Willi Plett (42:26) | 2:1 (1:1, 0:0, 1:0) Spielbericht Stand: 2:1 | Philadelphia Flyers Rick MacLeish (9:54) | Stampede Corral, Calgary, Alberta Zuschauer: 7.226 |

| 20. April 1981 | Calgary Flames Jamie Hislop (4:38) Jim Peplinski (26:38) Don Lever (37:10) Randy Holt (50:00) Randy Holt (54:44) | 5:4 (1:1, 2:0, 2:3) Spielbericht Stand: 3:1 | Philadelphia Flyers Paul Holmgren (19:43) Rick MacLeish (47:21) Bobby Clarke (49:23) Bill Barber (55:55) | Stampede Corral, Calgary, Alberta Zuschauer: 7.226 |

| 22. April 1981 | Philadelphia Flyers Rick MacLeish (1:08) Brian Propp (4:39) Brian Propp (9:06) Brian Propp (12:48) Bill Barber (15:57) Glen Cochrane (30:16) Tim Kerr (38:21) Ron Flockhart (43:38) Bill Barber (51:04) | 9:4 (5:1, 2:1, 2:2) Spielbericht Stand: 2:3 | Calgary Flames Phil Russell (14:56) Ken Houston (28:31) Bobby Gould (41:41) Bob MacMillan (56:31) | The Spectrum, Philadelphia, Pennsylvania Zuschauer: 17.077 |

| 24. April 1981 | Calgary Flames Guy Chouinard (36:31) Ken Houston (53:49) | 2:3 (0:0, 1:3, 1:0) Spielbericht Stand: 3:3 | Philadelphia Flyers Ken Linseman (23:35) Bobby Clarke (23:51) Ken Linseman (38:34) | Stampede Corral, Calgary, Alberta Zuschauer: 7.226 |

| 26. April 1981 | Philadelphia Flyers Bill Barber (33:49) | 1:4 (0:2, 1:1, 0:1) Spielbericht Stand: 3:4 | Calgary Flames Willi Plett (3:03) Ken Houston (8:33) Kevin LaVallée (33:00) Bob MacMillan (46:09) | The Spectrum, Philadelphia, Pennsylvania Zuschauer: 17.077 |

## Halbfinale

### (1) New York Islanders – (13) New York Rangers
| 28. April 1981 | New York Islanders Duane Sutter (20:16) Mike McEwen (24:50) John Tonelli (26:47) John Tonelli (45:45) Billy Carroll (55:23) | 5:2 (0:1, 3:1, 2:0) Spielbericht Stand: 1:0 | New York Rangers Anders Hedberg (12:10) Ed Hospodar (23:34) | Nassau Veterans Memorial Coliseum, Uniondale, New York Zuschauer: 15.008 |

| 30. April 1981 | New York Islanders Wayne Merrick (0:48) Butch Goring (28:11) Mike Bossy (30:21) Butch Goring (32:44) Clark Gillies (52:59) Anders Kallur (54:27) Mike Bossy (57:47) | 7:3 (1:3, 3:0, 3:0) Spielbericht Stand: 2:0 | New York Rangers Doug Sulliman (1:57) Dean Talafous (8:18) Anders Hedberg (16:39) | Nassau Veterans Memorial Coliseum, Uniondale, New York Zuschauer: 15.008 |

| 2. Mai 1981 | New York Rangers Peter Wallin (45:13) | 1:5 (0:2, 0:2, 1:1) Spielbericht Stand: 0:3 | New York Islanders Mike Bossy (14:36) Bob Bourne (18:33) Ken Morrow (35:31) Bob Nystrom (39:55) Wayne Merrick (54:54) | Madison Square Garden, New York City, New York Zuschauer: 17.381 |

| 5. Mai 1981 | New York Rangers Ron Greschner (33:39) Barry Beck (37:22) | 2:5 (0:3, 2:1, 0:1) Spielbericht Stand: 0:4 | New York Islanders John Tonelli (1:02) Mike Bossy (13:46) Mike Bossy (17:11) Butch Goring (21:29) Duane Sutter (50:49) | Madison Square Garden, New York City, New York Zuschauer: 17.380 |

### (7) Calgary Flames – (9) Minnesota North Stars
| 28. April 1981 | Calgary Flames Jim Peplinski (35:12) | 1:4 (0:1, 1:2, 0:1) Spielbericht Stand: 0:1 | Minnesota North Stars Craig Hartsburg (15:00) Tim Young (24:38) Gordie Roberts (39:48) Al MacAdam (40:12) | Stampede Corral, Calgary, Alberta Zuschauer: 7.226 |

| 30. April 1981 | Calgary Flames Pekka Rautakallio (5:11) Guy Chouinard (8:35) Kevin LaVallée (46:25) | 3:2 (2:0, 0:0, 1:2) Spielbericht Stand: 1:1 | Minnesota North Stars Curt Giles (44:24) Steve Christoff (50:34) | Stampede Corral, Calgary, Alberta Zuschauer: 7.226 |

| 3. Mai 1981 | Minnesota North Stars Bobby Smith (6:34) Brad Maxwell (16:08) Steve Payne (29:00) Brad Palmer (32:37) Steve Christoff (44:24) Bobby Smith (59:37) | 6:4 (2:1, 2:3, 2:0) Spielbericht Stand: 2:1 | Calgary Flames Ken Houston (3:23) Bob Murdoch (22:00) Bobby Gould (26:54) Bill Clement (37:40) | Metropolitan Sports Center, Bloomington, Minnesota Zuschauer: 15.784 |

| 5. Mai 1981 | Minnesota North Stars Dino Ciccarelli (3:01) Steve Christoff (13:18) Bobby Smith (16:32) Dino Ciccarelli (22:44) Dino Ciccarelli (23:56) Brad Palmer (30:51) Kevin Maxwell (48:44) | 7:4 (3:1, 3:1, 1:2) Spielbericht Stand: 3:1 | Calgary Flames Pekka Rautakallio (9:26) Jamie Hislop (21:31) Bobby Gould (50:22) Mike Dwyer (50:37) | Metropolitan Sports Center, Bloomington, Minnesota Zuschauer: 15.784 |

| 7. Mai 1981 | Calgary Flames Bob MacMillan (18:54) Bob MacMillan (20:55) Willi Plett (43:54) | 3:1 (1:0, 1:0, 1:1) Spielbericht Stand: 2:3 | Minnesota North Stars Craig Hartsburg (56:02) | Stampede Corral, Calgary, Alberta Zuschauer: 7.226 |

| 9. Mai 1981 | Minnesota North Stars Al MacAdam (13:52) Dino Ciccarelli (31:36) Steve Payne (45:59) Brad Palmer (54:09) Brad Palmer (58:40) | 5:3 (1:0, 1:1, 3:2) Spielbericht Stand: 4:2 | Calgary Flames Willi Plett (22:57) Ken Houston (55:07) Don Lever (59:20) | Metropolitan Sports Center, Bloomington, Minnesota Zuschauer: 15.784 |

## Stanley-Cup-Finale

### (1) New York Islanders – (9) Minnesota North Stars
| 12. Mai 1981 | New York Islanders Anders Kallur (2:54) Bryan Trottier (14:38) Anders Kallur (15:25) Billy Carroll (29:58) Wayne Merrick (40:58) Wayne Merrick (53:15) | 6:3 (3:0, 1:1, 2:2) Spielbericht Stand: 1:0 | Minnesota North Stars Kent-Erik Andersson (33:04) Steve Payne (43:08) Dino Ciccarelli (55:14) | Nassau Veterans Memorial Coliseum, Uniondale, New York Zuschauer: 15.008 |

| 14. Mai 1981 | New York Islanders Mike Bossy (4:33) Bob Nystrom (14:39) Denis Potvin (17:48) Denis Potvin (48:00) Ken Morrow (51:57) Mike Bossy (56:22) | 6:3 (3:1, 0:1, 3:1) Spielbericht Stand: 2:0 | Minnesota North Stars Dino Ciccarelli (3:38) Brad Palmer (29:15) Steve Payne (40:30) | Nassau Veterans Memorial Coliseum, Uniondale, New York Zuschauer: 15.008 |

| 17. Mai 1981 | Minnesota North Stars Steve Christoff (3:25) Steve Payne (14:09) Bobby Smith (16:30) Steve Payne (41:11) Dino Ciccarelli (53:35) | 5:7 (3:1, 0:3, 2:3) Spielbericht Stand: 0:3 | New York Islanders Mike Bossy (14:47) Bob Nystrom (24:10) Butch Goring (27:16) Butch Goring (31:51) Mike Bossy (42:05) Butch Goring (46:34) Bryan Trottier (59:16) | Metropolitan Sports Center, Bloomington, Minnesota Zuschauer: 15.784 |

| 19. Mai 1981 | Minnesota North Stars Craig Hartsburg (11:34) Al MacAdam (25:15) Steve Payne (52:27) Bobby Smith (58:12) | 4:2 (1:1, 1:1, 2:0) Spielbericht Stand: 1:3 | New York Islanders Gord Lane (3:47) Mike McEwen (27:37) | Metropolitan Sports Center, Bloomington, Minnesota Zuschauer: 15.784 |

| 21. Mai 1981 | New York Islanders Butch Goring (5:12) Wayne Merrick (5:37) Butch Goring (10:03) Bob Bourne (39:21) Mike McEwen (57:06) | 5:1 (3:1, 1:0, 1:0) Spielbericht Stand: 4:1 | Minnesota North Stars Steve Christoff (16:06) | Nassau Veterans Memorial Coliseum, Uniondale, New York Zuschauer: 15.008 |

### Stanley-Cup-Sieger
| Stanley-Cup-Sieger New York Islanders | Torhüter: Roland Melanson, Billy Smith Verteidiger: Gord Lane, Dave Langevin, Bob Lorimer, Mike McEwen, Ken Morrow, Stefan Persson, Denis Potvin (C), Jean Potvin Angreifer: Mike Bossy, Bob Bourne, Billy Carroll, Clark Gillies, Butch Goring, Garry Howatt, Anders Kallur, Hector Marini, Wayne Merrick, Bob Nystrom, Duane Sutter, John Tonelli, Bryan Trottier Cheftrainer: Al Arbour General Manager: Bill Torrey |

## Beste Scorer
Abkürzungen: GP = Spiele, G = Tore, A = Assists, Pts = Punkte, +/− = Plus/Minus, PIM = Strafminuten; Fett: Bestwert
| Spieler         | Team         | GP | G  | A  | Pts | +/− | PIM |
| --------------- | ------------ | -- | -- | -- | --- | --- | --- |
| Mike Bossy      | NY Islanders | 18 | 17 | 18 | 35  | +14 | 4   |
| Bryan Trottier  | NY Islanders | 18 | 11 | 18 | 29  | +18 | 34  |
| Steve Payne     | Minnesota    | 19 | 17 | 12 | 29  | +2  | 6   |
| Denis Potvin    | NY Islanders | 18 | 8  | 17 | 25  | +18 | 16  |
| Bobby Smith     | Minnesota    | 19 | 8  | 17 | 25  | +1  | 13  |
| Dino Ciccarelli | Minnesota    | 19 | 14 | 7  | 21  | −2  | 25  |
| Wayne Gretzky   | Edmonton     | 9  | 7  | 14 | 21  | +10 | 4   |
| Butch Goring    | NY Islanders | 18 | 10 | 10 | 20  | +6  | 6   |
| Ken Linseman    | Philadelphia | 12 | 4  | 16 | 20  | +10 | 67  |
| Al MacAdam      | Minnesota    | 19 | 9  | 10 | 19  | +3  | 4   |

Ken Morrow von den New York Islanders erreichte die beste Plus/Minus-Statistik mit einem Wert von +20.

## Beste Torhüter
Die kombinierte Tabelle zeigt die jeweils drei besten Torhüter in den Kategorien Gegentorschnitt und Fangquote sowie die jeweils Führenden in den Kategorien Shutouts und Siege.
Abkürzungen: GP = Spiele, Min = Eiszeit (in Minuten), W = Siege, L = Niederlagen, GA = Gegentore, SO = Shutouts, Sv% = gehaltene Schüsse (in %), GAA = Gegentorschnitt; Fett: Bestwert; Sortiert nach Gegentorschnitt.
 Erfasst werden nur Torhüter mit 180 absolvierten Spielminuten.
| Spieler        | Team         | GP | Min    | W  | L | GA | SO | Sv%  | GAA  |
| -------------- | ------------ | -- | ------ | -- | - | -- | -- | ---- | ---- |
| Billy Smith    | NY Islanders | 17 | 991:22 | 14 | 3 | 42 | 0  | 90,3 | 2,54 |
| Rick St. Croix | Philadelphia | 9  | 537:26 | 4  | 5 | 27 | 1  | 89,2 | 3,01 |
| Don Edwards    | Buffalo      | 8  | 497:13 | 4  | 4 | 28 | 0  | 88,7 | 3,38 |
| Pat Riggin     | Calgary      | 11 | 627:15 | 6  | 4 | 37 | 0  | 90,4 | 3,54 |
| Réjean Lemelin | Calgary      | 6  | 365:32 | 3  | 3 | 22 | 0  | 89,6 | 3,61 |
| Dan Bouchard   | Québec       | 5  | 285:33 | 2  | 3 | 19 | 1  | 87,9 | 3,99 |